# 김민주 (미스코리아)
김민주(1988년 8월 9일 ~ )는 대한민국의 2013년 미스코리아 미(美)이다. 충청북도 청주에서 출생하였고 지난날 한때 대전에서 잠시 유아기를 보낸 적이 있으며 여동생 김소희도 2014년 미스코리아에 서울 미(美)로 참가했었다.

## 프로필
- 출생: 1988년 8월 9일
- 신체: 171.2cm, 53kg, 34-24-35
- 학력: 충북대학교 전기전자컴퓨터공학부, 한양대 대학원 전자컴퓨터정보통신공학과
- 수상: 2013년 미스코리아 미(美), 2013년 미스코리아 충북 선(善)
- 후기 경력: 2013년 초록우산어린이재단 홍보사절단, 2013년 한국음반산업협회 홍보대사, 2013년 충주세계조정선수권대회 홍보대사
- 취미: 등산, 음악감상
- 특기: 베이킹, 스키

## 신체 사이즈
- 가슴: 34 in (86.4 cm)
- 허리: 24 in (61.0 cm)
- 엉덩이: 35 in (88.9 cm)